# Santaliestra y San Quílez
Santaliestra y San Quílez ist eine Gemeinde der Provinz Huesca in der Autonomen Gemeinschaft Aragonien in Spanien. Sie liegt in der Comarca Ribagorza im Tal des Río Ésera. 

## Bevölkerungsentwicklung
| Jahr      | 1950 | 1960 | 1970 | 1981 | 1991 | 1996 | 2001 | 2005 | 2012 |
| --------- | ---- | ---- | ---- | ---- | ---- | ---- | ---- | ---- | ---- |
| Einwohner | 392  | 274  | 141  | 117  | 105  | 101  | 123  | 114  | 94   |

## Sehenswürdigkeiten
- Einsiedelei La Piedad de Santa Liestra im romanischen Stil aus dem 12. Jahrhundert mit einschiffiger Kirche und halbkreisförmiger Apsis, geschütztes Baudenkmal (Bien de Interés Cultural).